# Pražnica
Pražnica falu Horvátországban, Split-Dalmácia megyében. Közigazgatásilag Pučišcához tartozik.

## Fekvése
Splittől légvonalban 29 km-re délkeletre, a supetari kompkikötőtől légvonalban 13, közúton 30 km-re délkeletre, a Brač-sziget keleti részén fekszik.

## Története
Pražnica ősi középkori település, mely már a 12. században is létezett. 1184-ben a povljai oklevélben említik először. Neve az ószláv „pražiti” (sütni, égetni) igével lehet összefüggésben és égetéssel történő erdőirtással kialakított települést jelölhet. Környéke rendkívül gazdag legelőkben, így lakói hagyományosan állattartásból éltek. A település magja egy központi tér körül főként kis kőházakból és gazdasági épületekből alakult ki. Szinte vele egy időben a településtől keletre álló Szent György templom körül alakult ki Straževnik település is, melyet szintén a 12. századtól említenek. A kalózok fokozódó támadásai később arra késztették a tengerparti Pučišća népességét, hogy a sziget belsejébe húzódjanak vissza. Így Stipanksa Luka lakói Straževnikre, Pučiški Dolac lakói pedig Pražnicára települtek át. Pražnica Szent Antalnak szentelt plébániatemplomát 1461-ben építették fel. 1420 után békésebb idők következtek a tengerparti területek számára, miután Velence megtörte a kalózok tengeri uralmát. Ekkor a népesség ismét leköltözött az öbölbe. Ez az áttelepülés Pražnica és Straževnik nagy arányú népesség csökkenéséhez vezetett. Straževnik a 16. században meg is szűnt mint lakott település, utolsó említése egy a század végén végzett egyházlátogatás jegyzőkönyvében történt. Márton nevű utolsó plébánosa Pražnicára költözött.
A településnek 1637-ben mintegy 200, 1681-ben 220, 1705-ben 230, 1738-ban 290, 1763-ban 274 lakosa volt. A velencei uralomnak 1797-ben vége szakadt és osztrák csapatok vonultak be Dalmáciába. 1806-ban a sziget az osztrákokat legyőző franciák uralma alá került, de Napóleon lipcsei veresége után újra az osztrákoké lett. A 19. század békésebb időszakában erősödött a horvát nyelv terjedése. A lakosság hagyományos megélhetését az állattartás, a szőlő- és olajbogyó termesztése biztosította. 1918-ban az új szerb-horvát-szlovén állam, majd később Jugoszlávia része lett. A második világháború idején az egész falu leégett, kiégett a plébánia és az iskola épülete is. A háború után a szocialista Jugoszláviához tartozott. Leégett középületeit újjáépítették. A település 1991 óta a független Horvátország része. 2011-ben a településnek 371 lakosa volt, akik főként mezőgazdasággal foglalkoztak. A településen két kőbánya és néhány kőfaragó műhely is működik. Négyosztályos iskolájába a 2012/13-as tanévben 27 tanuló, óvodájába mintegy 20 gyermek járt. A településnek postája, vendéglője van. A vízellátást vízvezeték biztosítja, a környező falvakkal autóbuszjárat köti össze.

## Népesség
| Lakosság változása | Lakosság változása | Lakosság változása | Lakosság változása | Lakosság változása | Lakosság változása | Lakosság változása | Lakosság változása | Lakosság változása | Lakosság változása | Lakosság változása | Lakosság változása | Lakosság változása | Lakosság változása | Lakosság változása | Lakosság változása |
| ------------------ | ------------------ | ------------------ | ------------------ | ------------------ | ------------------ | ------------------ | ------------------ | ------------------ | ------------------ | ------------------ | ------------------ | ------------------ | ------------------ | ------------------ | ------------------ |
| 1857               | 1869               | 1880               | 1890               | 1900               | 1910               | 1921               | 1931               | 1948               | 1953               | 1961               | 1971               | 1981               | 1991               | 2001               | 2011               |
| 489                | 596                | 646                | 780                | 853                | 813                | 0                  | 594                | 498                | 523                | 522                | 443                | 410                | 363                | 346                | 371                |

(1921-ben lakosságát Pučišćához számították.)

## Nevezetességei
- Remete Szent Antal tiszteletére szentelt plébániatemploma[4] 1461-ben épült. 1766-ban bővítették, 1802-ben Angelo Pietro Galli püspök szentelte fel. 1855-ben újra bővíteni kellett. A templomnak öt oltára van, a hatodik a márványból készített szembemiséző oltár. Értékes a barokk főoltár, melynek kődomborművén felül a Szent Család, alul Szent Antal és Keresztelő Szent János ábrázolása látható. Alkotója Nikola Firentinac (Giovanni Fiorentino) iskolájához tartozott. A jobb oldali mellékoltár kődomborműve Szent Jeromost ábrázolja barlangjában, a kagyló alakú oromzaton egy 16. századi alkotás, a Szűzanya gyermekével látható. Ikonográfiai elemei alapján Andrija Alesi (Andrea Alessi) művének tartják, aki gyakran járt az itteni kőbányába, hogy dalmáciai munkáihoz a köveket kiválassza.
- Mindenszentek tiszteletére szentelt templom[5] a Selo nevű településrészen áll. A bejárata feletti felirat szerint 1638-ban építette Antun Mihovilović, 1767-ben megújították. 17. századi román-gótikus építészeti elemek fedezhetők fel rajta. A homlokzat felett kis harangtorony áll.
- A Szent Ciprián temetőkápolna[6] a 13. században épült a falu temetőjében, melyhez magas ciprusokkal szegélyezett állé vezet. 1467-ben készült kődomborműve jelentős helyet foglal el Dalmácia művészettörténetében, ugyanis ez a Brač-sziget legrégibb reneszánsz kődomborműve. A dombormű egy három részből álló kisméretű poliptichon. Középső része az áldást osztó Krisztust ábrázolja kezében a nyitott Szentírással, a bal oldalon Szent Antal, a jobb oldalon pedig Szent János látható zsákvászon ruhában. Felettük a gyermekét tartó Szűzanya látható. Alkotójának Nikola Firentinacot tartják.
- A straževniki Szent György templom[7] a 12. században épült, első írásos említése 1111-ben történt. Körülötte alakult ki a középkori Straževnik falu, mely a 16. században pusztult el. Bejárata 16. századi gótikus alkotás. A harangtornya abból a kőből épült mint maga a templom. A legrégibb ismert pengefalú harangtorony egész Dalmáciában. A templomban egy értékes 15. századi dombormű található, melynek felső része a Szűzanya gyermekével, alsó része pedig a megkínzott, térdelő Krisztust, valamint a sárkányt legyőző Szent Györgyöt ábrázolja. A domborműnek ez az alsó része Nikola Lazanić alkotása.
- A Klinja glaván az egykori straževniki temetőben áll a Szent Kelemen kápolna,[8] melyet öreg, magas ciprusfák öveznek. A templomban található dombormű a fiatal Kelemen pápát ábrázolja, rajta a készítés évével 1534-gyel.
- A régi iskola épülete